# Música da Dinamarca
A música da Dinamarca pode ser de certa forma tradicional. Por sua proximidade com a Alemanha, acabou influenciada pela música desta e também de outros países do restante da Europa.
A partir do século XVI, a corte real em Copenhagen se tornou um importante centro musical do país. Mais tarde, no século XIX, nomes como Christopher Ernst Friedrich Weyse (considerado "pai da lied dinamarquesa") e Friedrich Kuhlau se tornaram notórios, embora mantendo um estilo europeu. O primeiro compositor relevante a adotar um tom mais nórdico foi Johann Peter Emilius Harmann. Outros nome notórios da época são Niels Wilhelm Grade, Carl Nielsen, Knudåge Riisager, Finn Høffding, Hermann D. Koppel e Svend Erick Tarp.
Durante os verões, na cidade de Roskilde, é organizado o Festival de Roskilde, o segundo maior da Europa, com vendas entre 50 e 100 mil ingressos. O festival, além dos grupos mais conhecidos - principalmente do rock, tem uma forte tradição de apresentar estilos variados como música tradicional dinamarquesa e world music, com a presença constante de artistas lusófonos.
Entretanto, bandas como Dizzy Mizz Lizzy ganharam destaque nacional principalmente entre jovens, já que é uma banda de rock.
Dentre os seus sucessos, as músicas "Silverflame", "Rotator", "Two of You" e "11:07 PM" são as tidas como "Smells Like Teen Spirit" da juventude dinamarquesa. Essa banda, formada por Tim Christensen, Martin Nielsen e Søren Friis infelizmente se desfez e já não se encontram a algum tempo, porém o seu vocalista - Tim Christensen - continua em carreira solo com canções de enorme prestígio e reconhecimento dentro do País. Ganhou prêmios prestigiados, como o provindo do evento realizado pela MTV Europe.
Dentre os mais variados estilos musicais de origens dinamarquesas, está a banda de Deathcore/Death Metal As We Fight que apresenta um estilo diferenciado das demais bandas de rock dinamarquesas e seu álbum Black Nails and Bloody Wrists traz um som com influências como Job for a Cowboy e Bring Me The Horizon.
Outras bandas/cantores que podem ser citadas são Søs Fenger, Caroline Henderson, Hanne Boel, Thomas Helmig, Gasolin, Lars H.U.G., Sanne Salomonsen, Laid Back, Savage Rose, Birthe Kjær, Tommy Seebach, Kim Larsen, Maria Montell, Shu.bi.dua, D.A.D (Disney After Dark), Tøsedrengene, Mercyful Fate e King Diamond.

## Fora da Dinamarca
Entre as bandas dinamarquesas que fizeram maior sucesso fora da Dinamarca estão o grupo pop Aqua que teve uma série de sucessos incluindo "Barbie Girl" no começo da década de 1990.
Embora sendo uma banda dos Estados Unidos, Convém referir também os Metallica, devido ao seu baterista, Lars Ulrich. Nascido na Dinamarca em 1963, emigrou com seus pais para a Califórnia quando era adolescente. Foi lá que veio a formar os Metallica, como um dos seus co-fundadores. Com um sucesso de já 30 anos com a banda, sempre teve orgulho de ser Dinamarquês. Seu segundo casamento foi, por curiosidade, com uma actriz Dinamarquesa com carreira em Hollywood, Connie Nielsen, mais famosa por seu papel em Gladiador, com Russel Crowe.
A cena de rock dinamarquês do começo do século XXI é dominada por bandas de influência indie como The Raveonettes, Mew e Kashmir. Outras bandas populares do país são Alphabeat, Sort Sol (sol negro), Saybia, Kira and the Kindred Spirits, Mercyful Fate e Infernal que é a maior showband da Dinamarca e é considerada Patrimônio Cultural do país.

## Pop dinamarquês
- Medina
- Oh Land
- Agnes Obel
- Fallulah
- Aura
- Aqua
- Alphabeat
- Infernal
- Trentemøller
- Nik & Jay
- Rasmus Seebach
- Duné
- Burhan G
- Safri Duo
- Michael Learns to Rock
- Junior Senior